# Pichet PSI
Pichetul PSI sau postul de incendiu, este o cutie metalică unde se găsesc materiale destinate primei intervenții în caz de incendiu în cadrul unei unități.

## Materiale post incendiu
- Stingător prevăzut conform normei de dotare – 2 buc;
- Găleată din tablă vopsită cu culoare roșie– 2 buc
- Rangă de fier – 2 buc;
- Cangă cu coada tip II – 2 buc;
- Topor-târnacop cu coadă – 2 buc
- Furtun refulare PSI
- Reductii PSI
- Lopata & Cazma PSI
- Cheie ABC hidranți
- Hidrant portativ
- Stingător carosabil pe roți cu spumă sau CO2  – 2 buc, în funcție de materialele existente, depozitate și ce substanțe de stingere sânt  recomandate pentru stingere în caz de incendiu[1].

Norma de dotare a postului P.S.I. sau pichetului de incendiu poate diferii în funcție de norma departamentale de ramură, sau de cerințele prevăzute de proiectant în documentația tehnică.